# 郡垣遺跡
郡垣遺跡（こおりがきいせき）は、島根県雲南市仁和寺地区に存在する弥生時代〜古代までの複合遺跡。古代の遺構は、斐伊（ひい）地域に移転する前の旧大原郡の郡衙跡である可能性が高いと考えられている。

## 概要
2005年（平成17年）に防火水槽の設置時に発見される。この時の調査では大量の弥生土器が出土しているが、遺構は検出されていない。翌年の2006年（平成18年）-2007年（平成19年）は道路の拡張に伴う発掘調査が行われている。この時1辺が1メートルを超える、大型の柱穴を数多く検出し、注目を集める遺跡となる。遺跡付近は昔より『出雲国風土記』記載の旧大原郡家（郡衙）の推定地とされていた箇所である。
現在は雲南市教育委員会によって建物等の範囲確認調査が継続的に行われている。2009年（平成21年）と2010年（平成22年）の調査では建物の長さが31メートルにも及ぶ長大な建物跡が検出されたほか、礎石建物も数棟検出されているが、古代の遺物が出土しないことから建物などの正確な年代が確定出来ていない。しかし多くの専門家や考古学者は遺構の状況や配置などから官衙遺跡の可能性が極めて高いと指摘している。弥生時代の遺構については見つかっていないが、遺物包含層の存在と遺物量から弥生時代中期の集落遺跡があった可能性が考えられている。
調査は2011年（平成23年）以降も雲南市教育委員会を調査主体として、島根県教育委員会や文化庁などの協力を経て継続的に行われる見通しである。
遺物等の出土で官衙遺跡と確認されれば、文献史料を考古資料が実証する極めて重要な遺跡となる事は間違いないであろう。また郡家の移転という古代の行政を考える上で非常に興味深い遺跡となる。